# Autoserica tristis
Autoserica tristis är en skalbaggsart som beskrevs av Frey 1970. Autoserica tristis ingår i släktet Autoserica och familjen Melolonthidae. Inga underarter finns listade.